# Szebengálos

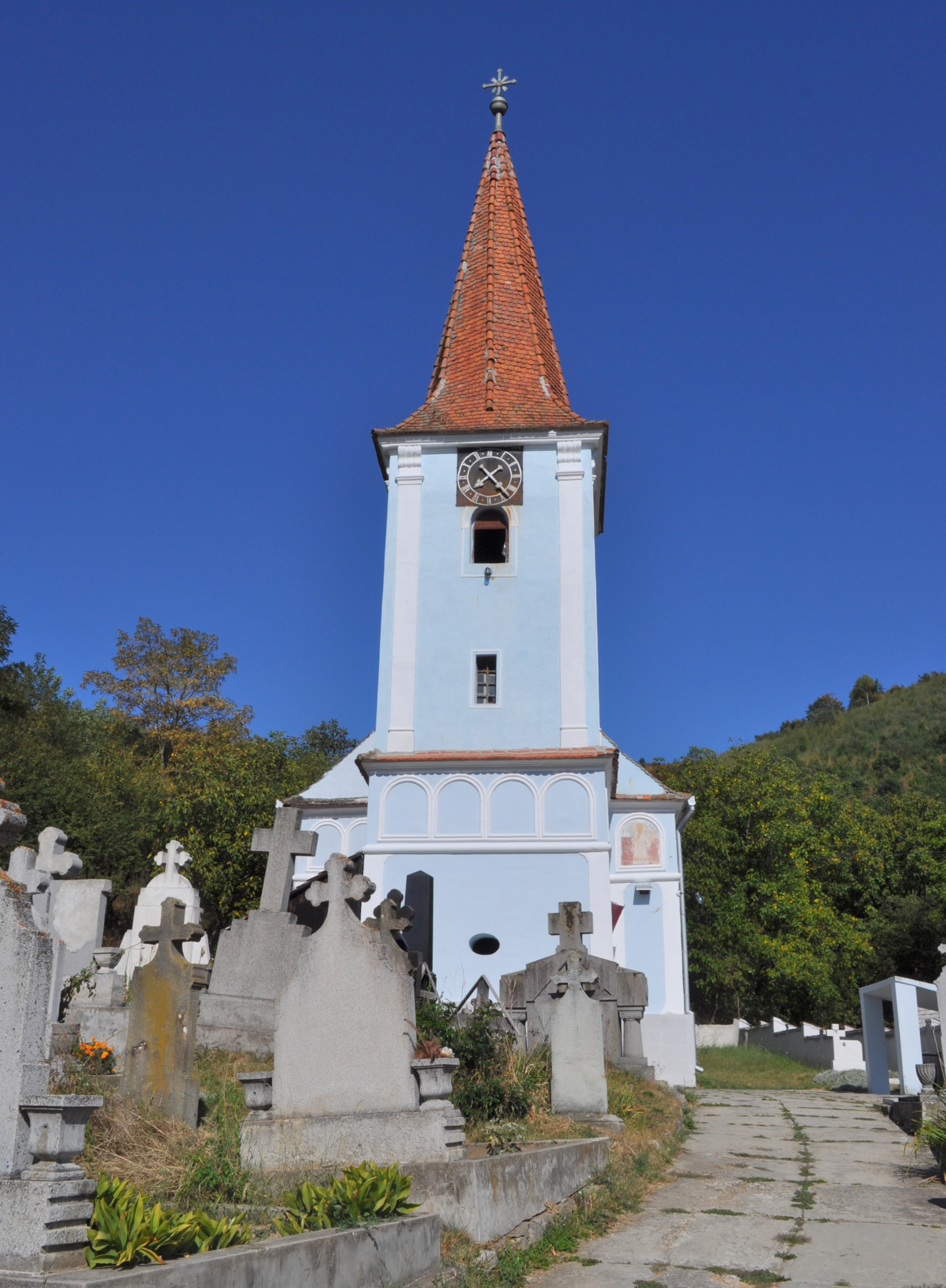
Ortodox templom

Szebengálos, 1912-ig Gális (románul: Galeș, németül: Gallusdorf) falu Romániában, Erdélyben, Szeben megyében, a Szebeni-Hegyalja tájegységben.

## Fekvése
Szelistyétől északnyugatra fekszik, azzal összeépült.

## Nevének eredete
A latin Gallus egyházi keresztnévből keletkezett. A helységnévrendezés idején nevéhez csatolt előtag Szeben vármegyére utal. Első említései: Villa Galii (1322) és Galusdorph (1383).

## Története
1322 és 1366 között Salgó várához tartozó román határőrtelepülés volt. A középkorban önálló falu volt az először 1492-ben említett Foltești, a falut ma Szelistyével összekötő utca helyén.
A 18–19. században lakói transzhumáló pásztorkodást folytattak. Nyájaik nyáron a Görgényi-havasokban és a Hargitán legeltek és a Prut völgyében és Dobrudzsában teleltek át. A pásztorkodás hanyatlásával lakossága fogyásnak indult. Innen települt a 18. században az Argeș megyei, a 19. században a dobrudzsai Galeș falu. A faluban 1856-ban fésűkészítő társaság alakult.
Kezdetben Fehér vármegyéhez, a 16. századtól Szelistyeszékhez, majd Szeben vármegyéhez tartozott. A 20. század elején lakói megélhetését a juhászat, a kereskedés és a csempészet biztosította. Bőrárut, vásznat és gyertyát árultak főként Vâlcea és Argeș megye vásárain, a Kárpátokon túlról pedig főleg vallásos könyveket hoztak be Erdélybe. Az első világháború előtt 36 gálisi juhosgazda települt a Krímbe, akik közül később 22-en visszatértek.
Miután a helyi születésű Ionel Floașiu főmérnök lett az aranyosgyéresi sodronygyárban, sok fiatal vállalt munkát a faluból Aranyosgyéresen. 1941-ben 507 hektáros határának 52%-a volt terméketlen, 24%-a legelő és 21%-a erdő. 1990 és 1999 között szalámigyára működött.

## Népessége
- 1850-ben 1041 lakosából 1039 volt román nemzetiségű, valamennyien ortodox vallásúak.
- 2002-ben 331 lakosából 330 volt román nemzetiségű és 329 ortodox.

## Látnivalók
- Ortodox templom (1700 körül épült, festése 18. századi).
- Falumúzeum (néprajzi anyag).
- Foltea remetekolostor.